# Bracon sinuatus
Bracon sinuatus är en stekelart som beskrevs av Christian Gottfried Daniel Nees von Esenbeck 1834. Bracon sinuatus ingår i släktet Bracon och familjen bracksteklar. Inga underarter finns listade.